# Agrochola helvola
Agrochola helvola là một loài bướm đêm trong họ Noctuidae.

## Hình ảnh

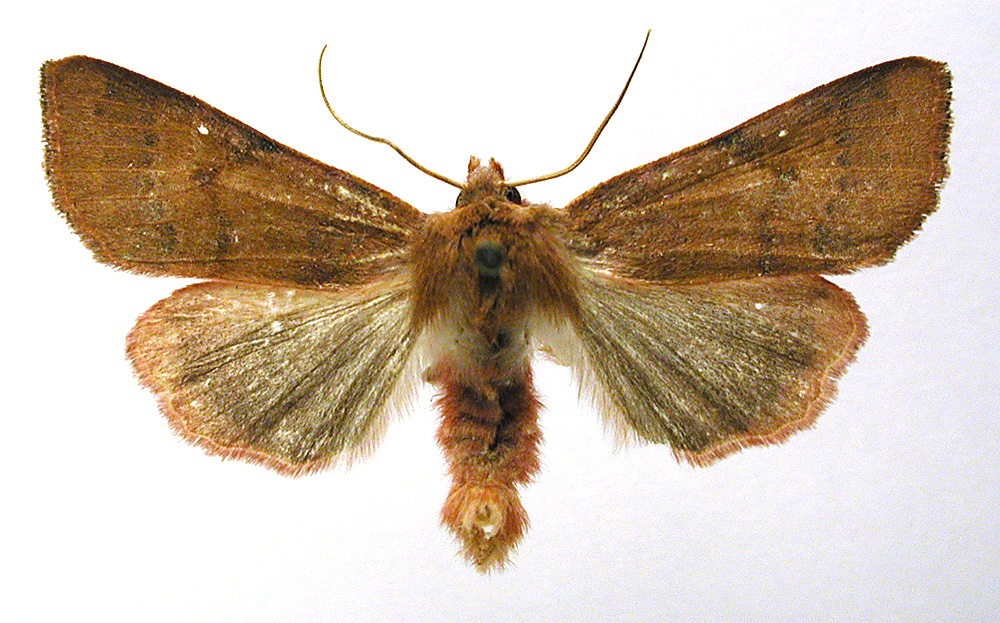
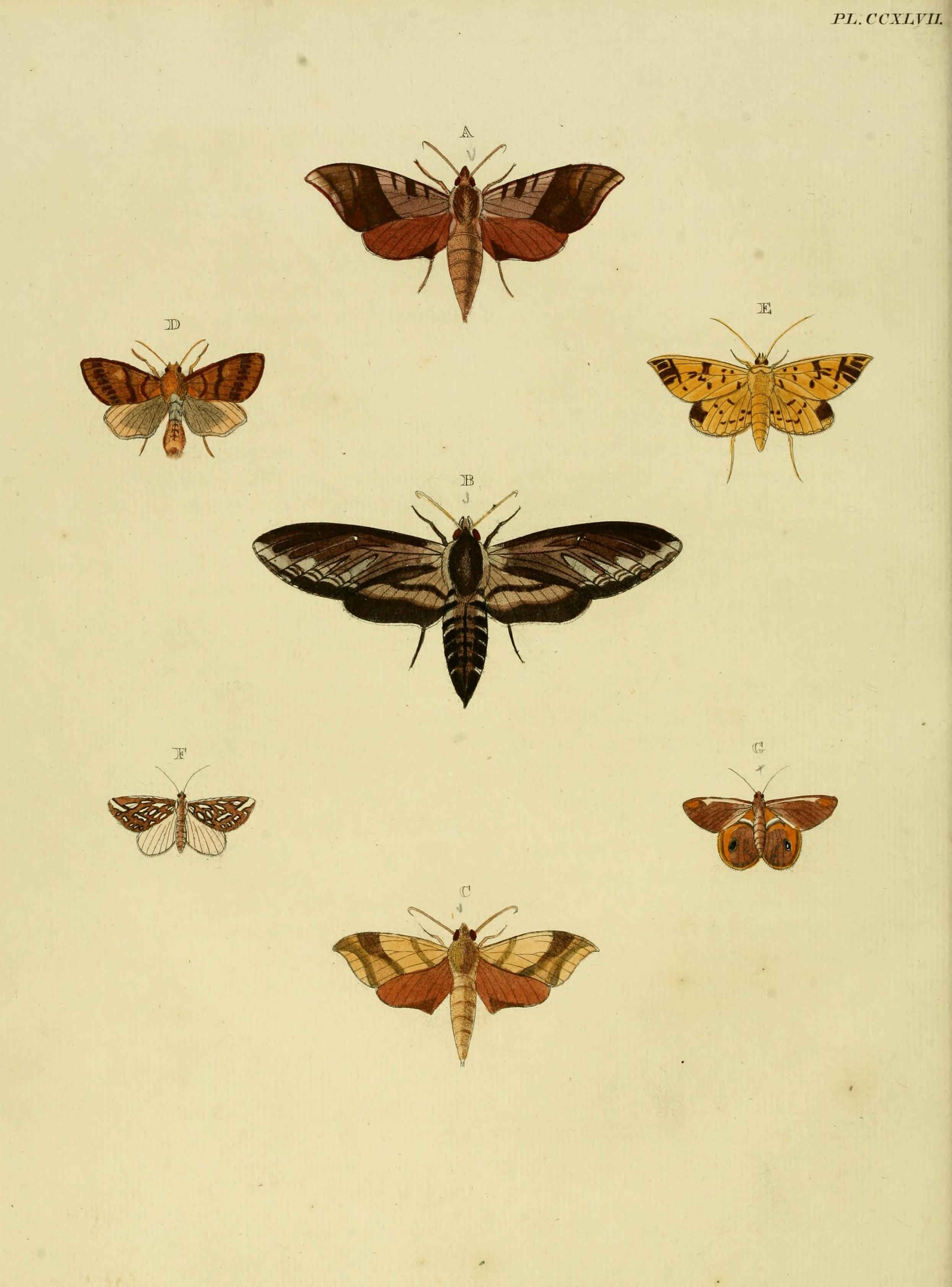